# Tour do Rio 2012
O Tour do Rio 2012 foi a 3ª edição do Tour do Rio, competição ciclística profissional por etapas realizada no estado do Rio de Janeiro, disputado de 29 de agosto a 2 de setembro de 2012. A competição teve 5 etapas, percorrendo uma distância total de 817 kms, e teve início na Barra da Tijuca, terminando na Quinta da Boa Vista. A competição foi um evento 2.2 no circuito UCI America Tour.
Kléber Ramos (Real Cycling Team) venceu a classificação geral, 15 segundos a frente de seu companheiro de equipe Alex Diniz. O equatoriano Byron Guamá (Team Ecuador Ciclismo) foi o 3º. A camisa amarela foi vestida pela primeira vez por Edgardo Simón, que ganhou as duas primeiras etapas. Ela passou para as mãos de Kléber Ramos no 3º dia, quando o paraibano venceu a principal etapa de montanha da prova. Com um pódio na 4ª etapa (seu 4º pódio nas 4 primeiras etapas) e um 7º lugar na etapa final, Kléber Ramos garantiu a camisa amarela ao fim da prova, tornando-se assim o primeiro brasileiro a conquistar a classificação geral na história do Tour do Rio.
A classificação de pontos foi vencida pelo argentino Edgardo Simón, que ganhou as duas primeiras etapas e foi o 2º colocado na última. Alex Diniz venceu a classificação de montanha, assumindo a liderança dessa na 1ª etapa e sendo o único ciclista durante a prova a vestir a camisa branca com bolinhas. A competição por equipes foi vencida pela Real Cycling Team, que assumiu a liderança logo na primeira etapa e manteve-a até o fim. No total, a equipe de Sorocaba conquistou 3 das 5 vitórias de etapa (totalizando 8 pódios) e venceu todas as classificações finais, conseguindo a 1ª, 2ª e 4ª colocação na classificação geral. Em nenhum momento algum ciclista de outra equipe esteve liderando uma das classificações (embora Fabiano Mota tenha vestido a camisa verde na 2ª e 3ª etapa, pois Edgardo Simón, líder desta classificação, já vestia a camisa amarela).

## Classificação e Bonificações
A Classificação Geral Individual é a principal da competição. É atribuída calculando-se o tempo total gasto por cada corredor, isto é, adicionando-se os tempos de cada etapa. O corredor com o menor tempo é considerado o líder no momento, e, ao final do evento, é declarado o vencedor geral do Tour. Durante a corrida, o líder da classificação geral usa uma camisa amarela. No Tour do Rio 2012, os 3 primeiros colocados de cada etapa recebem bônus de 10, 6 e 4 segundos. Bônus de 3, 2 e 1 segundos são dados aos 3 primeiros ciclistas em cada meta volante.
 A camisa verde é atribuída ao líder da Classificação por Pontos, ou metas, que podem ser conquistados no fim das etapas ou durante estas através das metas volantes. Os 5 primeiros colocados em cada etapa recebem 10, 7, 5, 3 e 2 pontos, respectivamente. Os 3 primeiros ciclistas em cada meta volante recebem 5, 3 e 2 pontos.
 Ao líder da Classificação de Montanha, é atribuída a camiseta branca com bolas vermelhas. No topo das subidas categorizadas do Tour, atribuem-se pontos aos primeiros a chegar no topo; quem tiver mais pontos é o líder de montanha. No Tour do Rio 2012, as subidas eram classificadas em 3 categorias. Os primeiros 3 ciclistas a atingir o ápice de cada subida recebem pontos para a classificação de montanha de acordo com a categoria:
- Categoria 1: 10, 8, 5 pts
- Categoria 2: 8, 6, 4 pts
- Categoria 3: 6, 4, 2 pts

Por fim, a Classificação de Equipes soma os tempos dos 3 primeiros ciclistas de cada equipe em cada etapa.

## Etapas
| Etapa | Data       | Trajeto                         | Distância | Tipo | Tipo       | Vencedor         |
| ----- | ---------- | ------------------------------- | --------- | ---- | ---------- | ---------------- |
| 1     | 29 Agosto  | Rio de Janeiro – Angra dos Reis | 159 km    |      | Plano      | Edgardo Simón    |
| 2     | 30 Agosto  | Volta Redonda – Três Rios       | 168 km    |      | Plano      | Edgardo Simón    |
| 3     | 31 Agosto  | Três Rios – Teresópolis         | 118 km    |      | Montanha   | Kléber Ramos     |
| 4     | 1 Setembro | Teresópolis – Rio das Ostras    | 192 km    |      | Acidentado | Aldo Ino Ilešič  |
| 5     | 2 Setembro | Rio das Ostras – Rio de Janeiro | 179 km    |      | Plano      | Roberto Pinheiro |

## Equipes
A competição reuniu 18 equipes, sendo 10 nacionais e 8 estrangeiras, totalizando 101 atletas de 14 países. Cada equipe podia inscrever até 6 ciclistas.
| - Equipes Nacionais Clube DataRo de Ciclismo - Foz do Iguaçu São Francisco Saúde - Powerade - SME Ribeirão Preto Funvic - Pindamonhangaba - Marcondes César FW Engenharia - Três Rios - Amazonas Bike GRCE Memorial - Prefeitura de Santos Real Cycling Team (Sorocaba) São Caetano do Sul - Vzan - DKS Bike - Maxxis Sportix - Assis - Amea São Lucas Saúde - Giant - Ciclo Ravena - Americana Velo - Seme Rio Claro | - Equipes Internacionais Bike-Aid Cycling Team EPM-UNE Jamis-Sutter Home KTM-Murcia Petroli Firenze-Cycling Team Rwanda Cycling Team Team Ecuador Ciclismo Team Type 1-Sanofi |

## Resultados

### Etapa 1:Rio de Janeiro-Angra dos Reis

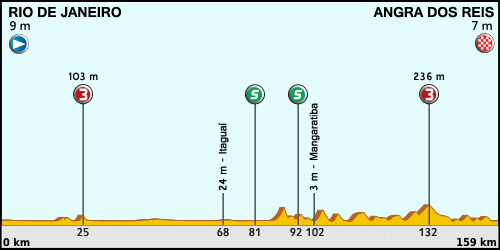
Altimetria da 1ª etapa

A primeira etapa do Tour do Rio 2012 foi realizada no dia 29 de agosto, quarta-feira, e percorreu 159 quilômetros entre o Rio de Janeiro e Angra dos Reis. Após a largada na Barra da Tijuca, houve várias tentativas de fuga, mas sem muito sucesso, e quando o pelotão alcançou a primeira meta de montanha, não havia um grupo muito destacado. Na meta, o primeiro foi José Eriberto, seguido de Alex Diniz e Marcelo Moser, todos da Real Cycling Team. Com aproximadamente 50 kms de prova, Luiz Alberto Ortiz, da GRCE Memorial - Santos, conseguiu desgarrar-se do pelotão e formar uma fuga sozinho. Alguns quilômetros depois, Joseph Rosskopf (Team Type 1 - Sanofi) e Fabiano Mota (FW Engenharia - Três Rios) juntaram-se a ele formando uma fuga de 3 ciclistas. O grupo dos 3 liderava quando os ciclistas passaram por ambas as metas volantes da etapa, nas quais Mota e Ortiz passaram em primeiro, respectivamente.
Quando os ciclistas começaram a segunda metade da etapa, consideravelmente mais dura, a fuga foi alcançada pelo pelotão principal, que, impondo um forte ritmo, forçou uma seleção de ciclistas, com vários pequenos grupos sendo formados atrás. Alex Diniz tentou nova fuga, sem sucesso, mas o ciclista da Real Cycling Team conseguiu ser o primeiro no 2º prêmio de montanha de etapa, resultado que o colocou na liderança da classificação de montanha, com 10 pontos. Chegando em Angra dos Reis, um pelotão compacto de 37 ciclistas disputou a vitória no sprint final. O argentino Edgardo Simón, da Real Cycling Team, foi o mais rápido, e repetiu o feito de 2011 ao vencer a primeira etapa do Tour do Rio, tornando-se assim o primeiro líder da prova em 2012. Davide Gomirato, da equipe italiana Petroli Firenze - Cycling Team e Kléber Ramos, também da Real Cycling Team, completaram o pódio da etapa. A Real Cycling Team terminou a etapa como líder da classificação por equipes.
|   | País      | Ciclista           | Equipe                         | Tempo      |
| - | --------- | ------------------ | ------------------------------ | ---------- |
| 1 | Argentina | Edgardo Simón      | Real Cycling Team              | 3h 58' 32" |
| 2 | Itália    | Davide Gomirato    | Petroli Firenze - Cycling Team | m.t.       |
| 3 | Brasil    | Kléber Ramos       | Real Cycling Team              | m.t.       |
| 4 | Itália    | Daniele Callegarin | Team Type 1 - Sanofi           | m.t.       |
| 5 | Equador   | Byron Guamá        | Team Ecuador Ciclismo          | m.t.       |

|   | País      | Ciclista           | Equipe                         | Tempo      |
| - | --------- | ------------------ | ------------------------------ | ---------- |
| 1 | Argentina | Edgardo Simón      | Real Cycling Team              | 3h 58' 22" |
| 2 | Itália    | Davide Gomirato    | Petroli Firenze - Cycling Team | + 4"       |
| 3 | Brasil    | Kléber Ramos       | Real Cycling Team              | + 6"       |
| 4 | Itália    | Daniele Callegarin | Team Type 1 - Sanofi           | + 10"      |
| 5 | Equador   | Byron Guamá        | Team Ecuador Ciclismo          | + 10"      |

### Etapa 2:Volta Redonda-Três Rios

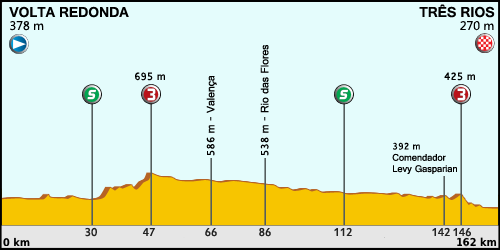
Altimetria da 2ª etapa

A segunda etapa do Tour do Rio foi realizada quinta-feira, 30 de agosto, e percorreu 168 kms em um trajeto entre Volta Redonda e Três Rios. Logo após a largada em Volta Redonda, com somente 2 quilômetros de prova, José Ragonessi, do Team Ecuador Ciclismo, saiu em uma fuga sozinho. O ciclista cruzou a primeira meta volante em primeiro, mas foi alcançado logo depois, com 33 kms percorridos. O pelotão chegou então compacto ao 1º prêmio de montanha da etapa, no qual Alex Diniz foi o primeiro, aumentando sua vantagem nessa classificação. Após a meta, uma nova fuga foi formada, contendo 2 ciclistas: Luiz Alberto Ortiz, da GRCE Memorial - Santos, que já havia estado presente na fuga no dia anterior, e Fabiele Mota, da FW Engenharia - Três Rios.
A fuga passou na liderança a segunda meta volante da etapa, vencida por Fabiele Mota. O 3º lugar da meta foi para os ciclistas do pelotão, onde o líder da prova Edgardo Simón aproveitou a situação para ganhar mais 2 pontos na classificação por pontos e 1 segundo de bônus para a classificação geral. A fuga chegou a abrir uma vantagem de 1' 50" para o pelotão faltando 25 kms para o fim da etapa, mas foi neutralizada pouco antes do segundo prêmio de montanha da etapa, o qual foi vencido novamente por Alex Diniz. Um pelotão compacto de 70 ciclistas chegou em Três Rios, onde a vitória novamente foi decidida no sprint, e, mais uma vez, Edgardo Simón levou a vitória, ampliando ainda mais sua liderança na classificação geral e na classificação por pontos. O esloveno Aldo Ino Ilešič, da Team Type 1 - Sanofi, foi o segundo na etapa, enquanto Kléber Ramos foi novamente o terceiro. Com os segundos bônus, o brasileiro alcançou a segunda colocação da classificação geral.
|   | País      | Ciclista        | Equipe                               | Tempo      |
| - | --------- | --------------- | ------------------------------------ | ---------- |
| 1 | Argentina | Edgardo Simón   | Real Cycling Team                    | 3h 50' 56" |
| 2 | Eslovénia | Aldo Ino Ilešič | Team Type 1 - Sanofi                 | m.t.       |
| 3 | Brasil    | Kléber Ramos    | Real Cycling Team                    | m.t.       |
| 4 | Brasil    | Renato Ruiz     | Velo Seme - Rio Claro                | m.t.       |
| 5 | Brasil    | Thiago Nardin   | São Francisco Saúde - Ribeirão Preto | m.t.       |

|   | País      | Ciclista           | Equipe                         | Tempo      |
| - | --------- | ------------------ | ------------------------------ | ---------- |
| 1 | Argentina | Edgardo Simón      | Real Cycling Team              | 7h 49' 07" |
| 2 | Brasil    | Kléber Ramos       | Real Cycling Team              | + 13"      |
| 3 | Itália    | Davide Gomirato    | Petroli Firenze - Cycling Team | + 15"      |
| 4 | Itália    | Daniele Callegarin | Team Type 1 - Sanofi           | + 21"      |
| 5 | Brasil    | Renato Ruiz        | Velo Seme - Rio Claro          | + 21"      |

### Etapa 3:Três Rios-Teresópolis

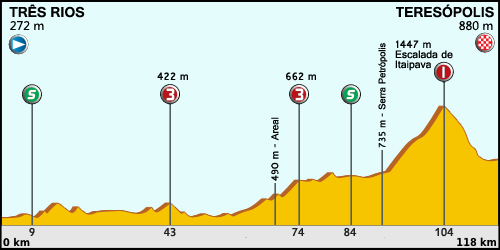
Altimetria da 3ª etapa

A terceira etapa do Tour do Rio, realizada sexta-feira, 31 de agosto, era considerada a etapa rainha ou etapa magna da prova - nome dado à etapa de uma corrida por etapas que é considerada a mais dura, normalmente em termos de montanhas. O trajeto de 118 quilômetros entre Três Rios e Teresópolis incluía a primeira montanha de categoria 1 da prova, a Serra Petrópolis-Teresópolis ou Escalada de Itaipava, uma subida de aproximadamente 13,5 kms com ganho de altitude de 700 metros (média de 5,1% de inclinação), culminando a somente 14 quilômetros da linha de chegada em Teresópolis. Devido à dureza da etapa, os ciclistas colombianos da EPM-UNE eram vistos como os principais favoritos, tendo vencido a prova de 2011 construindo sua vantagem principalmente nessa etapa.
A primeira meta volante da etapa vinha logo no começo. Após Raphael Serpa cruza-lá em primeiro, Antônio Nascimento (Funvic - Pindamonhangaba) e Joel Candido Junior (São Caetano do Sul - VZAN), campeão brasileiro sub-23 de 2012, saíram em fuga. Eles depois foram alcançados por Gregory Panizo e Roberto Pinheiro, ambos da equipe de Pindamonhangaba, para formar a principal fuga do dia. Apesar de especialistas em montanha, Nascimento e Panizo não representavam muito perigo ao líder da classificação geral, Edgardo Simón, ambos estando mais de 8 minutos atrás desse antes do começo da etapa. A fuga chegou a abrir 2' 45" para o pelotão perto da metade da prova, passando em primeiro nos três prêmios intermediários seguintes (a segunda meta volante foi vencida por Joel Candido Junior, enquanto ambas as metas de montanha de categoria 3 foram levadas por Antônio Nascimento), mas foi afinal alcançada no início da Escalada de Itaipava por um pelotão de 21 ciclistas.
Os atletas colombianos da EPM-UNE tomaram então a ponta do grupo, mas a Real Cycling Team respondeu bem. Edgardo Simon e Alex Diniz, vestindo as camisas amarela e branca com bolinhas, respectivamente, controlaram os ataques no grupo, criando uma seleção entre os ciclistas. Um grupo de 5 ciclistas alcançou o topo primeiro, onde Byron Guamá venceu o prêmio de montanha, seguido por Alex Diniz e Óscar Rivera. Junto deles estava Ramiro Rincón e Kléber Ramos, enquanto Simon ficou em um segundo grupo. Os 5 líderes desceram até Teresópolis, onde a vitória foi decidida num sprint vencido por Kléber Ramos. Seu companheiro de equipe Alex Diniz foi o 2º, a frente de Guamá, que chegou em 3º. Os ciclistas colombianos do grupo acabaram perdendo contato nos últimos metros e chegaram alguns segundos depois. Simon chegou com o segundo grupo, 25 segundos atrás de Ramos, o que deu ao paraibano a liderança geral da competição, tornando-se com isso o primeiro brasileiro a vestir a camisa amarela na história da prova. A liderança das demais classificações continuou a mesma, e, com os 8 pontos conquistados no último prêmio, Alex Diniz garantiu, 2 etapas antes do fim da competição, a vitória na classificação de montanha (sua vantagem para o segundo colocado passou a ser de 20 pontos e somente 18 poderiam ainda ser conquistados).
|   | País     | Ciclista      | Equipe                | Tempo      |
| - | -------- | ------------- | --------------------- | ---------- |
| 1 | Brasil   | Kléber Ramos  | Real Cycling Team     | 2h 57' 01" |
| 2 | Brasil   | Alex Diniz    | Real Cycling Team     | m.t.       |
| 3 | Equador  | Byron Guamá   | Team Ecuador Ciclismo | m.t.       |
| 4 | Colômbia | Ramiro Rincón | EPM - UNE             | + 12"      |
| 5 | Colômbia | Isaac Bolívar | EPM - UNE             | + 15"      |

|   | País      | Ciclista      | Equipe                | Tempo       |
| - | --------- | ------------- | --------------------- | ----------- |
| 1 | Brasil    | Kléber Ramos  | Real Cycling Team     | 10h 46' 11" |
| 2 | Brasil    | Alex Diniz    | Real Cycling Team     | + 12"       |
| 3 | Equador   | Byron Guamá   | Team Ecuador Ciclismo | + 14"       |
| 4 | Argentina | Edgardo Simón | Real Cycling Team     | + 22"       |
| 5 | Colômbia  | Ramiro Rincón | EPM - UNE             | + 30"       |

### Etapa 4:Teresópolis-Rio das Ostras

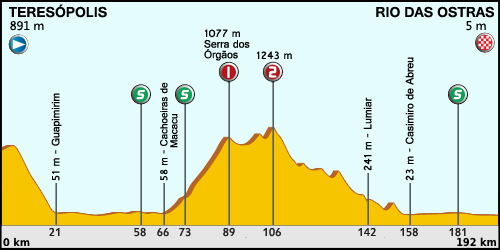
Altimetria da 4ª etapa

Com 192 quilômetros entre Teresópolis e Rio das Ostras, a 4ª etapa do Tour do Rio, realizada no dia primeiro de setembro, era a mais longa da prova, e uma das mais difíceis. O pelotão teria de enfrentar a segunda e última subida de categoria 1 da prova, a Serra dos Órgãos, uma subida de aproximadamente 21,4 kms com ganho vertical de 967 metros (média de 4,5% de inclinação). Entretanto, o fato que seu topo encontrava-se mais de 100 kms antes da chegada em Rio das Ostras e os grandes trechos de descida e plano após este tornavam a etapa menos decisiva do que a anterior, porém mais perigosa. A etapa também foi marcado por fortes ventos.
Com certa distância da prova percorrida, uma fuga de 5 ciclistas foi formada: Camilo Castiblanco (EPM-UNE), Otávio Bulgarelli (Funvic-Pindamonhangaba), campeão brasileiro de 2012, Luiz Alberto Ortiz (GRCE Memorial-Santos), Fabiano Mota (FW Engenharia - Três Rios) e Carson Miller (Jamis - Sutter Home). Antes do início da subida da serra, a fuga passou em primeiro nas duas primeiras metas volantes do dia, vencidas por Fabiano Mota e Luiz Alberto Ortiz. Mas quando as estradas começaram a subir, foi a vez dos montanhistas serem os protagonistas. Os colombianos da EPM-UNE tentaram ataques na subida, mas o grupo conseguiu acompanhar o ritmo. O pelotão fragmentou-se em dois grandes grupos, com o primeiro tendo em torno de 40 ciclistas. Murilo Affonso (Clube DataRo de Ciclismo) distanciou-se do pelotão em uma fuga e faturou os dois prêmios de montanha. Entre o primeiro e o segundo prêmio de montanha, Magno Prado Nazaret (Funvic-Pindamonhangaba) e Camilo Castiblanco (EPM-UNE) envolveram-se em um acidente que forçou o ciclista da equipe do Vale do Paraíba a abandonar a prova.
O trabalho da Real Cycling Team conseguiu neutralizar a maioria das tentativas de fuga durante a subida, mas perto do quilômetro 120 da prova, Robigzon Oyola atacou, seguido por seu companheiro Óscar Rivera (EPM-UNE). Eles formaram uma fuga de 6 ciclistas, que chegou a abrir mais de 30 segundos para o pelotão, na qual também estava presentes Ramiro Rincón (EPM-UNE), Juan Segura (KTM - Murcia), Alex Diniz (Real Cycling Team) e Murilo Affonso. A fuga passou em primeiro na última meta volante da etapa, vencida por Alex Diniz.
Entretanto, o pelotão conseguiu neutralizar a fuga a poucos quilômetros do fim, e entrando em Rio das Ostras um grupo de 27 ciclistas iria disputar a vitória no sprint. O esloveno Aldo Ino Ilešič, da equipe americana Team Type 1 - Sanofi, foi o mais rápido e conquistou a vitória, no dia do seu aniversário. Em seguida veio o líder geral Kléber Ramos e, em terceiro, Thiago Nardin, da São Francisco Saúde - Ribeirão Preto. Com o resultado, Kléber Ramos apliou sua vantagem na classificação geral em 6 segundos. Ramiro Rincón, que antes da etapa era o 5º colocado na geral, chegou em 32º, 1' 29" atrás de Ilešič e caiu para a 15ª colocação na classificação da camisa amarela. Além disso, houve uma troca na liderança da classificação de pontos: após marcar presença no pódio em todas as 4 etapas até então, Ramos assumiu a camisa verde de seu companheiro de equipe Edgardo Simón, com 27 pontos contra 22 de Simón.
|   | País      | Ciclista        | Equipe                               | Tempo      |
| - | --------- | --------------- | ------------------------------------ | ---------- |
| 1 | Eslovénia | Aldo Ino Ilešič | Team Type 1 - Sanofi                 | 4h 42' 44" |
| 2 | Brasil    | Kléber Ramos    | Real Cycling Team                    | m.t.       |
| 3 | Brasil    | Thiago Nardin   | São Francisco Saúde - Ribeirão Preto | m.t.       |
| 4 | Itália    | Davide Gomirato | Petroli Firenze - Cycling Team       | m.t.       |
| 5 | Colômbia  | Robigzon Oyola  | EPM - UNE                            | m.t.       |

|   | País      | Ciclista      | Equipe                | Tempo       |
| - | --------- | ------------- | --------------------- | ----------- |
| 1 | Brasil    | Kléber Ramos  | Real Cycling Team     | 15h 28' 49" |
| 2 | Brasil    | Alex Diniz    | Real Cycling Team     | + 15"       |
| 3 | Equador   | Byron Guamá   | Team Ecuador Ciclismo | + 20"       |
| 4 | Argentina | Edgardo Simón | Real Cycling Team     | + 28"       |
| 5 | Colômbia  | Isaac Bolívar | EPM - UNE             | + 39"       |

### Etapa 5:Rio das Ostras-Rio de Janeiro

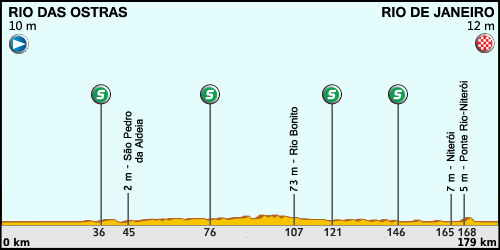
Altimetria da 5ª etapa

A etapa final do Tour do Rio 2012 foi realizada no dia 2 de agosto, percorrendo 179 quilômetros entre Rio das Ostras e o Rio de Janeiro. Logo no começo da prova, algumas tentativas de fuga foram realizadas, mas foram neutralizadas rapidamente pelo pelotão controlado pela Real Cycling Team. Depois de mais de 30 kms percorridos, 4 ciclistas conseguiram desgarrar-se do pelotão: Cristian Egídio (São Francisco Saúde - Ribeirão Preto), Ramon Garrido (KTM - Murcia), Luis Romero Amaran e John Simes, ambos da Jamis - Sutter Home. Pouco depois, Renato Ruiz (Velo - Seme Rio Claro) e Murilo Affonso (Clube DataRo de Ciclismo) criaram uma segunda fuga e se uniram à principal, totalizando 6 ciclistas na fuga, que, na metade da prova, possuía uma vantagem de 3 minutos para o pelotão principal.
Antes do início da etapa, o cubano Luis Romero Amaran era o 9º colocado na classificação geral, 49 segundos atrás do líder Kléber Ramos. Isso significava que a vantagem de 3 minutos colocava-o na liderança virtual da competição. Por isso, toda a equipe da Real Cycling Team pôs-se a perseguir a fuga na frente do pelotão, incluindo o próprio camisa amarela Kléber Ramos. A vantagem começou a cair, mas em ritmo lento - até que Romero Amaran teve um furo no pneu e perdeu contato com os demais. A fuga perdeu organização e força, e, com 124 quilômetros percorridos, o pelotão alcançou os escapados. Novas tentativas de fuga foram realizadas, chegando a abrir mais de 1 minuto para o pelotão principal, mas todas foram neutralizadas ao chegar na Ponte Rio-Niterói, a poucos quilômetros do fim. Um pelotão compacto seguiu para a chegada na Quinta da Boa Vista, onde a vitória foi decidida no sprint: Roberto Pinheiro, da Funvic - Pindamonhangaba, foi o mais rápido, e garantiu a vitória da etapa. Edgardo Simón foi o segundo, seguido por Ricardo Queiroz Ortiz. Com o resultado na etapa, Edgardo Simón ultrapassou o líder geral e seu companheiro de equipe Kléber Ramos na liderança da classificação de pontos. Ramos chegou em 7º, garantindo a vitória da classificação geral e tornando-se o primeiro brasileiro a conquistar tal feito na prova.
| Resultado Etapa 5 \| \| País \| Ciclista \| Equipe \| Tempo \| \| - \| ---- \| --------------------- \| ------------------------------------ \| ---------- \| \| 1 \| \| Roberto Pinheiro \| Funvic - Pindamonhangaba \| 3h 54' 27" \| \| 2 \| \| Edgardo Simón \| Real Cycling Team \| m.t. \| \| 3 \| \| Ricardo Queiroz Ortiz \| São Francisco Saúde - Ribeirão Preto \| m.t. \| \| 4 \| \| Byron Guamá \| Team Ecuador Ciclismo \| m.t. \| \| 5 \| \| Thiago Nardin \| São Francisco Saúde - Ribeirão Preto \| m.t. \| |           |                       |                                      |            |
| | País      | Ciclista              | Equipe                               | Tempo      |
| 1 | Brasil    | Roberto Pinheiro      | Funvic - Pindamonhangaba             | 3h 54' 27" |
| 2 | Argentina | Edgardo Simón         | Real Cycling Team                    | m.t.       |
| 3 | Brasil    | Ricardo Queiroz Ortiz | São Francisco Saúde - Ribeirão Preto | m.t.       |
| 4 | Equador   | Byron Guamá           | Team Ecuador Ciclismo                | m.t.       |
| 5 | Brasil    | Thiago Nardin         | São Francisco Saúde - Ribeirão Preto | m.t.       |

## Resultados Finais
| Classificação Geral após Etapa 5 (Resultado final) \| \| País \| Ciclista \| Equipe \| Tempo \| \| -- \| ---- \| ------------------ \| ------------------------------------ \| ----------- \| \| 1 \| \| Kléber Ramos \| Real Cycling Team \| 19h 23' 16" \| \| 2 \| \| Alex Diniz \| Real Cycling Team \| + 15" \| \| 3 \| \| Byron Guamá \| Team Ecuador Ciclismo \| + 20" \| \| 4 \| \| Edgardo Simón \| Real Cycling Team \| + 22" \| \| 5 \| \| Thiago Nardin \| São Francisco Saúde - Ribeirão Preto \| + 45" \| \| 6 \| \| Luis Romero Amaran \| Jamis - Sutter Home \| + 45" \| \| 7 \| \| Robigzon Oyola \| EPM - UNE \| + 47" \| \| 8 \| \| Mario Sgrinzato \| Petroli Firenze - Cycling Team \| + 49" \| \| 9 \| \| Tiago Fiorilli \| Funvic - Pindamonhangaba \| + 49" \| \| 10 \| \| Óscar Rivera \| EPM - UNE \| + 49" \| |           |                    |                                      |             |
| | País      | Ciclista           | Equipe                               | Tempo       |
| 1 | Brasil    | Kléber Ramos       | Real Cycling Team                    | 19h 23' 16" |
| 2 | Brasil    | Alex Diniz         | Real Cycling Team                    | + 15"       |
| 3 | Equador   | Byron Guamá        | Team Ecuador Ciclismo                | + 20"       |
| 4 | Argentina | Edgardo Simón      | Real Cycling Team                    | + 22"       |
| 5 | Brasil    | Thiago Nardin      | São Francisco Saúde - Ribeirão Preto | + 45"       |
| 6 | Cuba      | Luis Romero Amaran | Jamis - Sutter Home                  | + 45"       |
| 7 | Colômbia  | Robigzon Oyola     | EPM - UNE                            | + 47"       |
| 8 | Itália    | Mario Sgrinzato    | Petroli Firenze - Cycling Team       | + 49"       |
| 9 | Brasil    | Tiago Fiorilli     | Funvic - Pindamonhangaba             | + 49"       |
| 10 | Colômbia  | Óscar Rivera       | EPM - UNE                            | + 49"       |

|   | País      | Ciclista      | Equipe                    | Pontos |
| - | --------- | ------------- | ------------------------- | ------ |
| 1 | Argentina | Edgardo Simón | Real Cycling Team         | 29 pts |
| 2 | Brasil    | Kléber Ramos  | Real Cycling Team         | 27 pts |
| 3 | Brasil    | Fabiano Mota  | FW Engenharia - Três Rios | 19 pts |

|   | País    | Ciclista       | Equipe                   | Pontos |
| - | ------- | -------------- | ------------------------ | ------ |
| 1 | Brasil  | Alex Diniz     | Real Cycling Team        | 32 pts |
| 2 | Brasil  | Murilo Affonso | Clube DataRo de Ciclismo | 18 pts |
| 3 | Equador | Byron Guamá    | Team Ecuador Ciclismo    | 18 pts |

| Classificação de Equipes após Etapa 5 (Resultado final) \| \| País \| Equipe \| Tempo \| \| - \| ---- \| ------------------------------------ \| ----------- \| \| 1 \| \| Real Cycling Team \| 58h 11' 25" \| \| 2 \| \| EPM - UNE \| + 47" \| \| 3 \| \| São Francisco Saúde - Ribeirão Preto \| + 10' 24" \| |          |                                      |             |
| | País     | Equipe                               | Tempo       |
| 1 | Brasil   | Real Cycling Team                    | 58h 11' 25" |
| 2 | Colômbia | EPM - UNE                            | + 47"       |
| 3 | Brasil   | São Francisco Saúde - Ribeirão Preto | + 10' 24"   |

## Evolução dos Líderes
| Etapa | Vencedor         | Classificação Geral | Classificação de Pontos | Classificação de Montanha | Classificação por Equipes |
| ----- | ---------------- | ------------------- | ----------------------- | ------------------------- | ------------------------- |
| 1     | Edgardo Simón    | Edgardo Simón       | Edgardo Simón           | Alex Diniz                | Real Cycling Team         |
| 2     | Edgardo Simón    | Edgardo Simón       | Edgardo Simón           | Alex Diniz                | Real Cycling Team         |
| 3     | Kléber Ramos     | Kléber Ramos        | Edgardo Simón           | Alex Diniz                | Real Cycling Team         |
| 4     | Aldo Ino Ilešič  | Kléber Ramos        | Kléber Ramos            | Alex Diniz                | Real Cycling Team         |
| 5     | Roberto Pinheiro | Kléber Ramos        | Edgardo Simón           | Alex Diniz                | Real Cycling Team         |
| Final | Final            | Kléber Ramos        | Edgardo Simón           | Alex Diniz                | Real Cycling Team         |

Notas
- Nas etapas 2 e 3, Fabiano Mota, segundo colocado na classificação de pontos, foi quem vestiu a camisa verde, pois Edgardo Simón, o primeiro colocado, já vestia a camisa amarela de líder geral durante essas etapas.
- Na etapa 5, Edgardo Simón, segundo colocado na classificação de pontos, foi quem vestiu a camisa verde, pois Kléber Ramos, o primeiro colocado, já vestia a camisa amarela de líder geral durante essa etapa.